# Москвич-412
Москвич-412 — радянський і російський задньопривідний автомобіль II групи малого класу, що випускався з жовтня 1967 по 1976 рік на заводі МЗМА (АЗЛК) в Москві, і з 1967 по 1997 на Іжевському автозаводі в Іжевську.

## Історія

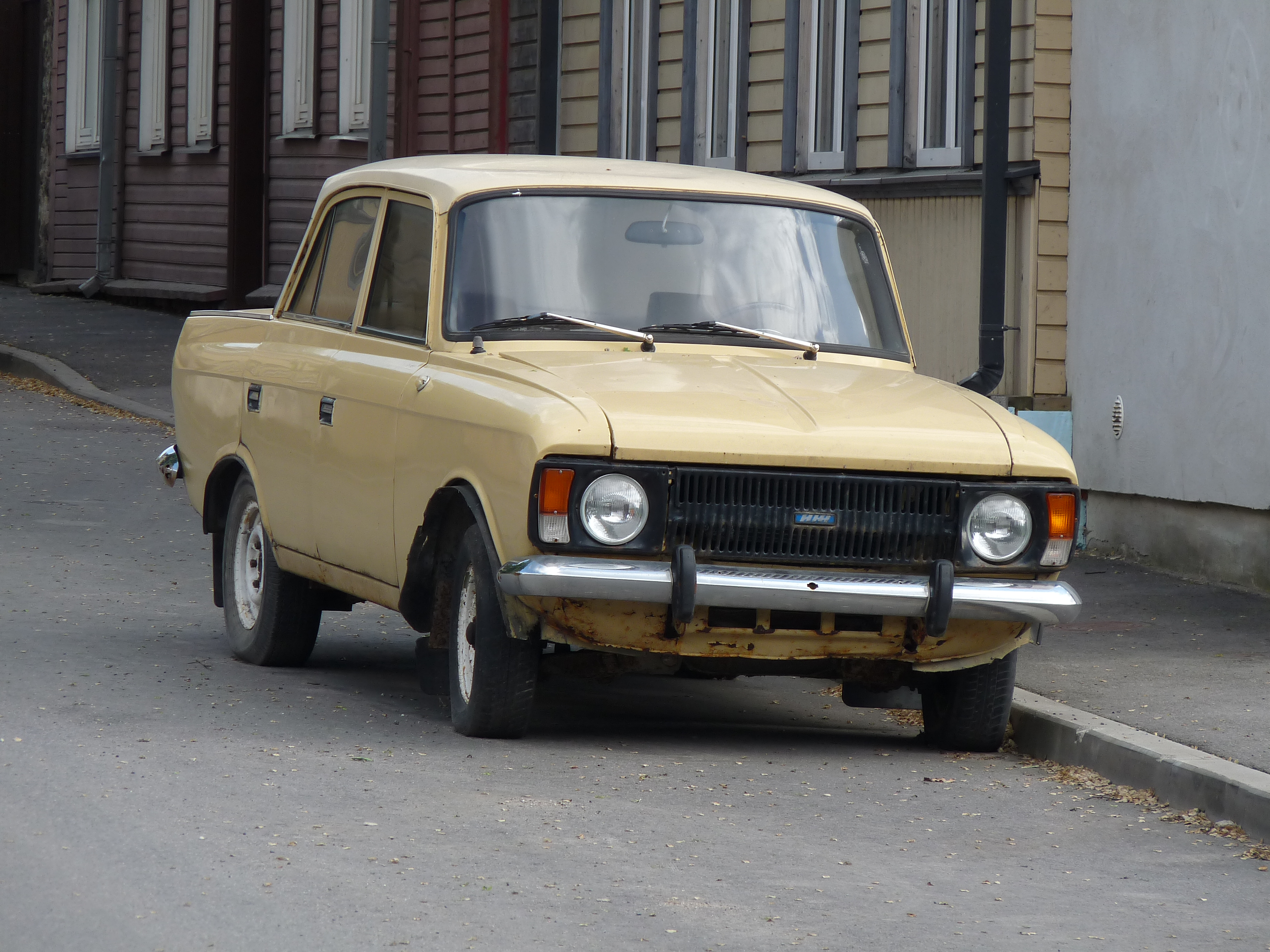
ІЖ-412

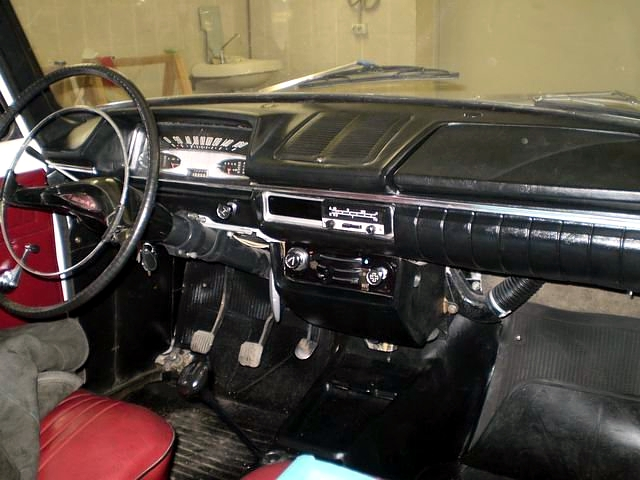
Москвич-412

Восени 1964 року на заводі МЗМА було почато виробництво моделі Москвич-408, який став родоначальником цілого сімейства «Москвичів» третього покоління. Не зупиняючись на досягнутому, в 1967 році завод освоїв і модель 412, що стала значною віхою не тільки в історії заводу, але і в історії радянської автомобільної промисловості в цілому. Спочатку автомобіль використовував кузов М-408, пізніше (з 1970 року) М-412 став базовою моделлю заводу, при цьому випуск М-408 був збережений.
Слід відмітити, що неправильно вважати, що М-412 був наступником моделі .408, оскільки ці автомобілі випускалися паралельно, хоча початок випуску М-412 дещо затримався. Насправді, М-412 слід розглядати як престижнішу і потужнішу версію М-408.

## Технічні особливості

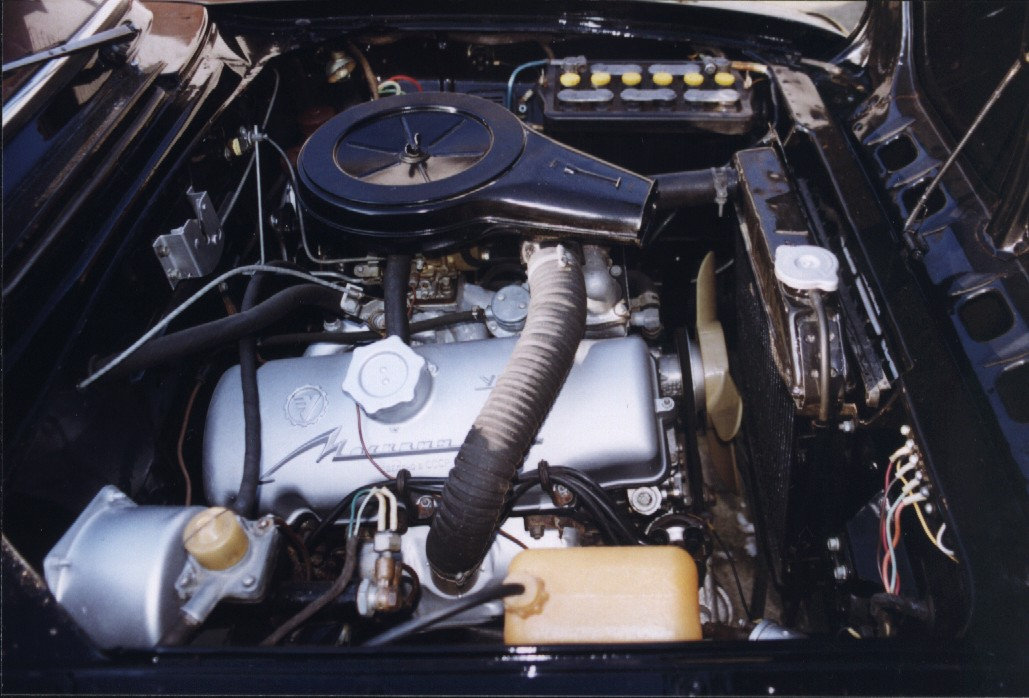
Двигун Москвич-412

Зберігши кузовні панелі, багато вузлів і конструктивні рішення «408-го», М-412 вигідно відрізнявся від нього у всьому. Вперше на масовому вітчизняному автомобілі знайшли застосування: верхньоклапанний двигун, повністю синхронізована на передачах переднього ходу коробка передач, двоконтурна система гальм з вакуумним підсилювачем, повнопроточний масляний фільтр, повітряний фільтр з швидкозмінним сухим елементом - вузли, без яких неможливо собі уявити сучасний автомобіль, але в другій половині шістдесятих років вони тільки почали з'являтися на автомобілях подібного класу.
Мабуть, головною новинкою був двигун, розроблений Ігорем Івановичем Окуневим. УЗАМ-412 вигідно відрізнявся від більшості тодішніх автомобільних двигунів, та і зараз його пристрій сприймається як деякий відхід від класичної схеми. Він мав оригінальну, але, як показала практика, абсолютно надійну конструкцію. Існує версія, що джерелом натхнення(крадіжки конструктивних рішень) для конструкторів був новітній на ті часи двигун BMW M10 1500.
Головна його особливість - нахилений управо по ходу руху блок циліндрів (т.з. slant-block). Це рішення дозволило зробити двигун компактнішим, понизити центр ваги автомобіля. Вперше подібне рішення застосувала фірма Chrysler в кінці п'ятдесятих років.

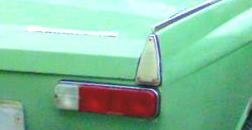
Задній ліхтар Іж-412

Під литою з алюмінію кришкою головки блоку з красивим написом «Москвич-412» ховалася вельми сучасна для 1967 року конструкція: верхній розподілвал, що приводиться в рух ланцюгом Морзе з натяжною зірочкою, і приводом клапанів, розташованих по обидві боки від розподілвалу.
Незвичайною була і півсферична форма камери згорання, що забезпечувала кращі умови згорання робочої суміші, кращу продувку, і отже покращувала ККД двигуна. Аналогічне рішення принесло успіх сімейству двигунів HEMI американської фірми Chrysler (випускаються досі з мінімальними змінами) і вищезгаданому BMW M10.
Блок циліндрів був виконаний з алюмінієвого сплаву, легованого кремнієм, із чавунними змінними гільзами, що дозволяло капітально ремонтувати двигун лише заміною гільз і поршневої, а не застосовувати трудомістке розточування, як на цільночавунних або цільноалюмінієвих блоках (не враховуємо ремонт і заміну деталей кривошипно-шатунного механізму, що також є частиною КР, тут всі конструктивні схеми виконання блоків двигунів рівні).

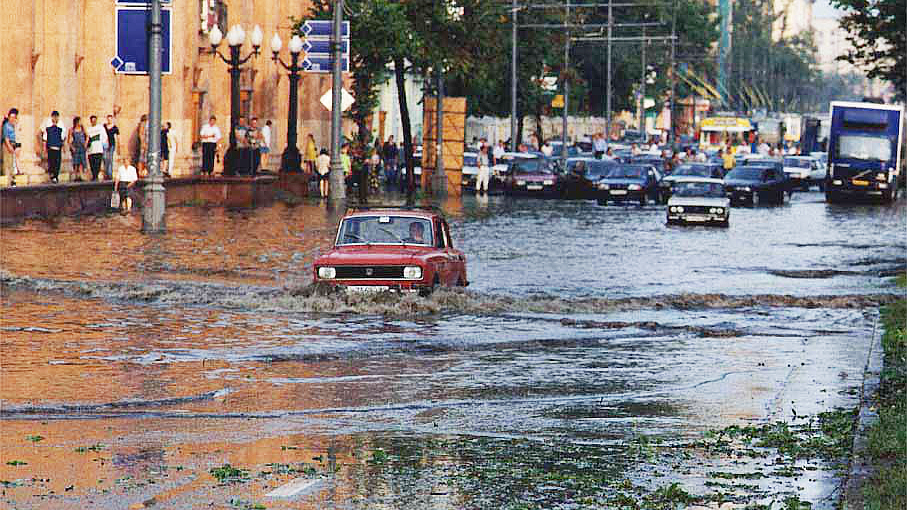
Москвич-412ІЕ долає водну перешкоду, що раптово виникла після зливи з градом у Москві влітку 1996 року.

При робочому об'ємі в 1480 смі, УМЗ-412 розвивав 75 к.с., що було непоганим результатом для автомобіля подібного класу. Скажімо, автомобіль року в Європі в 1966 році - Fiat-124 - мав нижньовальний двигун потужністю 66 к.с., у потужній версії «1400 Special» - 79 к.с. Потужний, сучасний і дуже надійний двигун був основним козирем «412-го» і на внутрішньому ринку, і на експортному. До появи в 1972 році «люксової» моделі ВАЗ-2103, М-412 був найшвидшим з масових вітчизняних автомобілів - за динамікою він значно перевершував ВАЗ-2101 з його 64 к.с., а конструктивно двигун «Москвича» на голову вищий від ВАЗівського. До слова кажучи, багато в чому саме завдяки розробкам МЗМА на автомобілях ВАЗ двигун мав верхній розподілвал - на їх прототипі - Fiat-124 - двигун був нижньовальним, як на «Волзі» або раніших «Москвичах». Тільки після тривалих переговорів італійці поступилися вимогам радянської делегації перепроектувати двигун під сучаснішу конструкцію.

## Модернізації і модифікації
У 1969-71 рр. «Москвичі» були ґрунтовно модернізовані. Обидві моделі (і .408, і .412) отримали новий кузов, в який без переробок могли бути встановлені обидва наявні у виробництві двигуни - 408е або 412 (з грудня 1969 року). Новий кузов повною мірою задовольняв вимоги пасивної безпеки тих років. Автомобіль почав штатно комплектуватися ременями безпеки (кінець 1969 року), елементи салону стали травмобезпечні, з м'якими накладками (з лютого 1969 року). «Москвич» став першим радянським автомобілем, на якому питанням безпеки було приділено стільки уваги, їй сприяла і система гальм з роздільними контурами - при виході з ладу одного контуру автомобіль зберігав обмежену здатність гальмувати за рахунок іншого. Автомобіль отримав салон з роздільними передніми сидіннями (з січня 1968 року) і важіль коробки передач в підлозі (з листопада 1968 року) - за останньою європейською модою. Значно видозмінений був і зовнішній вигляд автомобіля. Завдяки стильним новим фарами прямокутної форми (що випускалися в НДР) і горизонтальним заднім ліхтарям, автомобіль, зберігши основні кузовні панелі, почав виглядати набагато сучасніше. У 1974 році з'явилися ікла на бамперах, що так само є елементом пасивної безпеки. Впродовж всього випуску в конструкцію автомобіля вносилися й інші, менш помітні зміни і поліпшення.

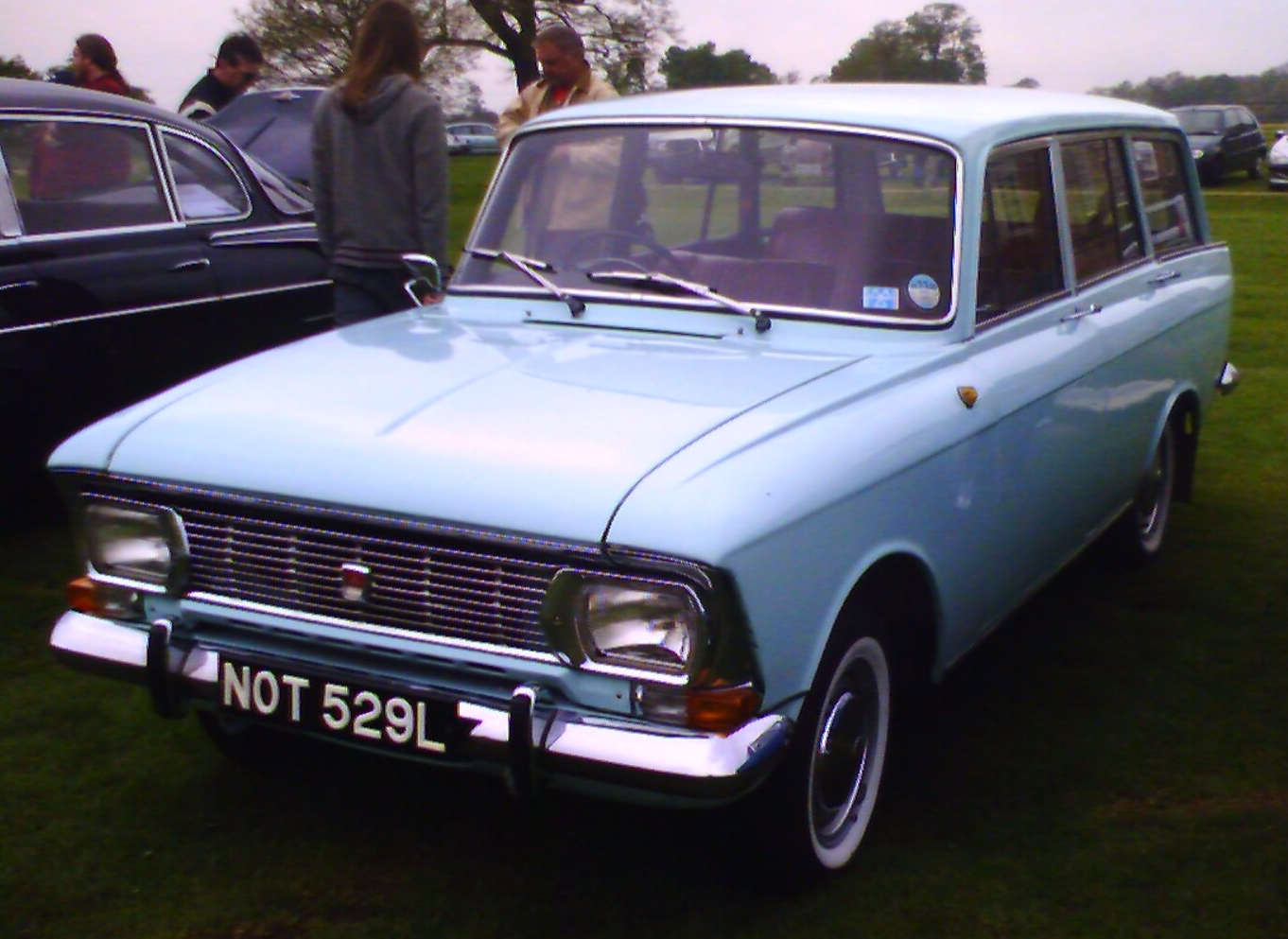
Москвич-427

У 1972 році був оновлений фургон на базі М-408, М-433, версія з двигуном М-412 отримала позначення «Москвич-434». На відміну від раннього М-433, п'яті двері зробили цілісними. Так само, був модернізований універсал Москвич-426 (так само на базі М-408), у версії з новим мотором він отримав індекс М-427, задні ліхтарі залишилися колишніми. Від попередньої моделі так само відрізнявся цілісними задніми дверима, що піднімаються вгору.

## Загальна оцінка

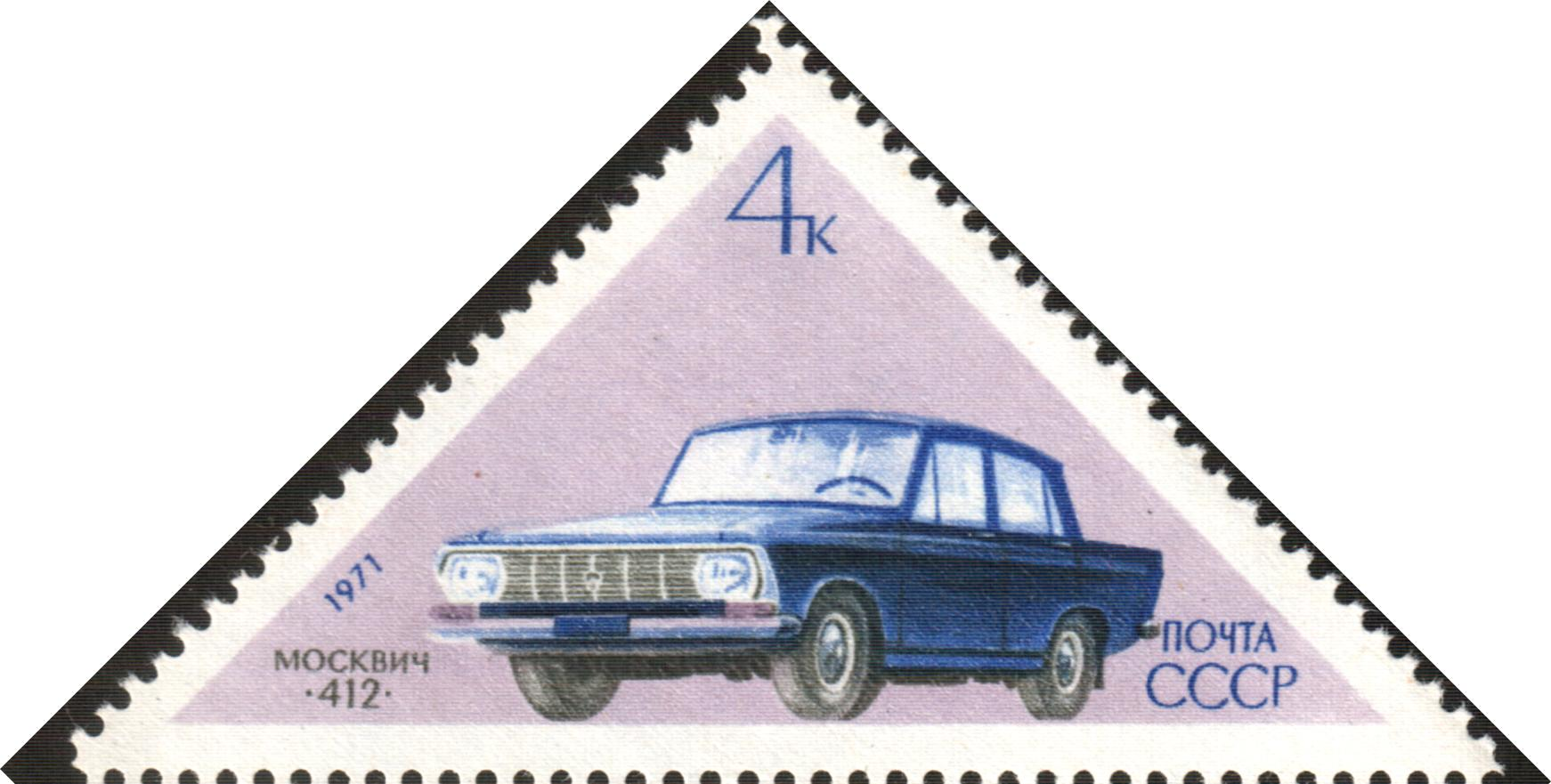
Радянська поштова марка, 1971.

М-412 був надійною, невибагливою і динамічною для свого часу машиною. Не зважаючи на ряд архаїчних рис, на зразок ресорної задньої підвіски або барабанних гальм, для межі 60-х—70-х років автомобіль мав достатньо сучасну конструкцію в порівнянні із зарубіжними зразками свого класу і стильний зовнішній вигляд. До появи «Жигулів», «Москвичі» були єдиними в СРСР загальнодоступними сімейними автомобілями. На експорт М-412 йшов як Moskvitch-Elite 1500 і користувався до середини сімдесятих відносно непоганим попитом, зокрема в країнах Західної Європи. Можна відзначити і ряд недоліків - малу ширину кузова і салону, невдалі ущільнення в двигуні, КПП з приводом від важеля в підлозі через тягу, застарілий для 70х років салон, застаріла система гальм.
На жаль «застій» і поява Волзького автомобільного заводу фактично поставили хрест на подальшому розвитку марки «Москвич», що з середини 1950х років випускала вельми цікаві автомобілі завдяки команді молодих конструкторів і дизайнерів. Передові в 1960-і- початку 1970-х рр., «Москвичі» через рідку зміну модельного ряду до кінця 70х перетворилися на безнадійний анахронізм. Модель М-2140, що з'явилася в 1976 році, була фактично продуктом косметичного оновлення М-412, не зважаючи на ряд прогресивних новинок, на зразок дискових передніх гальм, вже ж не була сучасним автомобілем - застаріла сама концепція, ідеологія машини. Спроби конструкторів і дизайнерів АЗЛК створити сучасніший автомобіль в ті роки успіху не мали, оскільки «центр тяжіння» фінансування і уваги був перенесений на Волзький завод із його «Жигулями».

## В ігровій і сувенірній індустрії
Масштабні моделі Москвича-412 випускались і випускаються великою кількістю фірм і заводів.
Найбільш широко розповсюджені моделі 1:43 російського ПП Тантал. Ззовні модель практично не відрізняється від моделі автомобіля Москвич-408ІЕ і зображує московський (2 квадратні фари) і іжевський (2 круглі) М-412ІЕ випуску після 1969 року.
В серпні 2011 року модель автомобіля «Москвич-412» виробництва АЗЛК яскраво-червоного кольору також в масштабі 1:43 вийшла в рамках проекту «Автолегенди СРСР» (41-й номер) від видавництва «ДеАгостіні». В квітні 2013 року, в рамках цього ж проекту, 85-м номером вийшов іжевський «Москвич-412ІЕ-028» синього кольору — а в травні 2015 року в 136-му номері вийшов іжевський «Москвич-412ІЕ» зеленого кольору.
Моделі ралійних Москвичів випускаються майстернею МД-Студія.
На заводі АЗЛК випускався дитячий педальний автомобіль, який ззовні дуже нагадував Москвич-412.

## Прототип
FIAT 2300 (1961)
FIAT 1300/1500
SEAT 1500
Alfa Romeo Giulia 1962
Lancia Flavia II (819) Berlina Milleotto